# عبد الناصر همتي
عبد النّاصر بن أحمد هِمَّتي (بالفارسية: عبدالناصر همتی) (9 يونيو 1956 - )؛ أكاديمي وسياسي واقتصادي إيراني، كان سفيرًا لإيران في الصين ما بين عامي 2016 و2018، ورئيسًا للبنك المركزي الإيراني ما بين عامي 2018 و2021، وهو عضو في حزب كوادر البناء، أحد أحزاب اليمين التقليدي الذي أصبح بعد سنوات من إنشائه جزءًا من حركة الإصلاح الإيرانية. في عام 2021، ترشّح لانتخابات الرئاسة الإيرانية، ونال ترشحه موافقة مجلس صيانة الدستور في 25 مايو 2021، ليكون ضمن قائمة ضمّت سبعة مرشحين يتسابقون لخلافة الرئيس الإيراني حسن روحاني، الذي انتهي ولايته الثانية في 3 يونيو 2021.